# Ракош (Румунія)
Ракош (рум. Racoș) — село у повіті Брашов в Румунії. Адміністративний центр комуни Ракош.
Село розташоване на відстані 184 км на північ від Бухареста, 43 км на північ від Брашова.

## Населення
За даними перепису населення 2002 року у селі проживали 2709 осіб.
Національний склад населення села:
| Національність | Кількість осіб | Відсоток |
| -------------- | -------------- | -------- |
| угорці         | 1815           | 67,0%    |
| цигани         | 659            | 24,3%    |
| румуни         | 231            | 8,5%     |

Рідною мовою назвали:
| Мова      | Кількість осіб | Відсоток |
| --------- | -------------- | -------- |
| угорська  | 1897           | 70,0%    |
| румунська | 810            | 29,9%    |